# Jonas
Jonas (grekiska: Ιωνάς (Ionás), klassisk grekiska: Ἰωνᾶς (Iōnâs), latin: Iōnās) är ett mansnamn med hebreiskt ursprung. Det ses som en grekisk-latinsk variant av Jonah (hebreiska: יוֹנָה (Yônâh eller Yonáh), latin: Iōnā), ett hebreiskt mansnamn med betydelsen "duva". Namnet är belagt i Sverige sedan 1303.
Namnet var i Sverige mycket populärt under 60- , 70- och 80-talet, men har sedan dess dalat på topplistorna. År 1989 låg Jonas på plats 19 på namntoppen, men är nu inte ett av de 50 vanligaste. 31 december 2005 fanns det totalt 58 855 personer i Sverige med namnet Jonas varav 40 249 med det som tilltalsnamn. År 2003 fick 449 pojkar namnet, varav 120 fick det som tilltalsnamn.
Namnsdag: i Sveriges kalender 29 mars. I den finlandssvenska namnsdagslängden har Jonas namnsdag 29 mars sedan starten 1929, då en egen namnsdagskalender togs i bruk för finlandssvenskar.
I Litauen är Jonas också ett mansnamn, men är en motsvarighet till svenskans Johan och det hebreiska/grekiska/latinska Johannes.

## Personer med förnamnet Jonas
- Jonas (eller Jonah), biblisk profet
- Jonas, kristen martyr, död i Persien
- Jonas d'Orléans, fransk biskop
- Carl Jonas Love Almqvist, svensk författare
- Jonas Alströmer, svensk industrialist
- Jonas Altberg, svensk popmusiker, Basshunter
- Jonas Armstrong, irländsk skådespelare
- Jonas Arnell-Szurkos, svensk faleristiker, kanslichef och ordensamanuens
- Jonas Bane, svensk skådespelare
- Jonas Berggren, svensk popmusiker
- Jonas Bergqvist, svensk ishockeyspelare (OS-guld år 1994)
- Jonas Bergström, skådespelare
- Jonas Birgersson, svensk IT-företagare
- Jonas Björkman, svensk tennisspelare
- Jonas Bohlin, svensk formgivare och inredningsarkitekt
- Jonas Bronck, namngivare till "The Bronx", en av New Yorks stadsdelar
- Jonas Claesson, bandyspelare
- Jonas Dahlberg, konstnär
- Jonas Dahlqvist, svensk expertkommentator på canal plus
- Jonas Darnell, serietecknare till Herman Hedning
- Jonas Davidsson, svensk speedwayförare
- Jonas Edman, svensk sportskytt och olympisk guldmedaljör
- Jonas Eriksson Sundahl (1678–1762), byggmästare
- Jonas Eriksson i Lindehult (1848–1932), lantbrukare och politiker
- Täpp Jonas Eriksson (1861–1935), handlare och politiker
- Jonas Eriksson (politiker) (1896–1970), lantbrukare och riksdagsman
- Jonas Eriksson (fotbollsdomare) (född 1974), fotbollsdomare
- Jonas Eriksson (politiker född 1967) (född 1967), riksdagsledamot för Miljöpartiet
- Jonas Eriksson (modejournalist) (född 1993), modejournalist, modell och bloggare
- Jonas Eriksson (fotbollsdomare), domare i fotboll
- Jonas Fränkel, tysk bankir och filantrop
- Jonas Gahr Støre, norsk statsminister
- Jonas Gardell, svensk komiker och författare
- Jonas Gustavsson, svensk ishockeymålvakt
- Jonas Hallberg, svensk radio- och TV-medarbetare, komiker
- Jonas Hallberg (stylist), svensk stylist, har medverkat i Top Model Sverige samt Let's Dance (TV-program)
- Jonas Hassen Khemiri, svensk författare
- Jonas Hector, tysk fotbollsspelare
- Jonas Hedqvist, svensk artist
- Jonas Hesselman, svensk ingenjör och uppfinnare
- Jonas Malte Holmberg, svensk kompositör och konstnär, medlem i popgruppen Komeda
- Jonas Inde, svensk skådespelare, medlem i komikergruppen Killinggänget
- Jonas Jacobsson, svensk OS-skytt, bragdmedaljör
- Jonas Jablonskis, litauisk lingvist
- Jonas Jarlsby, svensk musiker, gitarrist i Avatar
- Jonas Jerebko, svensk basketspelare i NBA
- Jonas Karlsson, svensk skådespelare
- Jonas Karlsson, svensk journalist
- Jonas Kaufmann, tysk operasångare (tenor)
- Joonas Kokkonen, finländsk tonsättare
- Jonas Kruse, svensk rallyförare och expertkommentator i TV
- Jonas Larholm, svensk handbollsspelare
- Jonas Lie, norsk författare
- Jonas Lundh, svensk bildkonstnär
- Jonas Malmsjö, svensk skådespelare och manusförfattare
- Jonas H. McGowan (1837–1909), amerikansk politiker, republikan
- Jonas Daniel Meijer, holländsk jurist
- Jonas Mekas, litauisk filmare, konstnär och poet
- Jonas Nilsson, svensk utförsåkare, världsmästare i slalom
- Jonas Gonçalves Oliveira, brasiliansk fotbollsspelare
- Jonas Orring, generaldirektör i Skolöverstyrelsen 1969–1978
- Jonas Pinskus, litauisk roddare
- Jonas Savimbi, angolansk rebelledare för UNITA-gerillan
- Jonas Salk, amerikansk bakteriolog som 1954 utvecklade det första poliovaccinet
- Jonas Sandqvist, svensk fotbollsspelare
- Jonas Selberg Augustsén, svensk filmare
- Jonas Siljemark, svensk entreprenör inom musik och media
- Jonas Sjöstedt, svensk politiker (V), f.d. europaparlamentariker, partiledare
- Jonas Sjöstrand, svensk tonsättare, matematiker
- Jonas Svensson (tennisspelare), svensk tennisspelare
- Jonas Thern, svensk fotbollsspelare. VM-brons 1994, kopia av Svenska Dagbladets guldmedalj
- Jonas Valančiūnas, litauisk basketspelare i NBA
- Jonas Wahlström, svensk chef för Skansenakvariet
- Jonas Wahlström (finansman), svensk finansman
- Jonas Wallerstedt, svensk fotbollsspelare
- Jonas Wandschneider, dansk skådespelare
- Jonas Widén (tenor), grundare av sångsällskapet Orphei Drängar
- Jonas Wirmola, svensk fotbollsspelare
- Jonas Wærn (militär), svensk officer och brigadchef för FN-styrkorna i Kongo
- Jonas Žemaitis, litauisk motståndsman
- Jonas Åkerlund, svensk regissör
- Anders Jonas Ångström, svensk fysiker
- Jonas Åkesson, svensk konstnär, målare och tecknare

## Personer med efternamnet Jonas
- Benjamin F. Jonas (1834–1911), amerikansk politiker, demokrat, senator för Louisiana
- Bruno Jonas, tysk politisk kabarettist
- Dusty Jonas (född 1986), amerikansk höjdhoppare
- Franz Jonas (1899–1974), österrikisk politiker, socialdemokrat, förbundspresident
- Hans Jonas(1903–1993), tysk judisk filosof
- Henri Jonas, nederländsk konstnär,
- Hester Jonas  (1570–1635), tysk kvinna avrättad för häxeri
- Joe Jonas (född 1989), amerikansk sångare, musiker och skådespelare
- Justus Jonas (1493–1555), tysk reformatorisk teolog
- Kevin Jonas (född 1987), amerikansk musiker och skådespelare
- Nick Jonas (född 1992), amerikansk musiker
- Regina Jonas (1902–1944), tysk rabbin

## Fiktiva personer med namnet Jonas
- Jonas Quinn – rollfigur i SF-serien Stargate SG-1, spelad av Corin Nemec
- Jonas Simbacca, fiktiv figur i Exosquad
- Michael Jonas, rollfigur i SF-serien Star Trek: Voyager, spelad av Raphael Sbarge
- Jonas, en online-gestalt i serien lonelygirl15, spelad av Jackson Davis
- Jonas, huvudfiguren i Giver-trilogin
- Eldred Jonas – rollfigur i novellen Wizard and Glass av Stephen King
- Jonas — Earthbound spacefaring companion till Severian i Gene Wolfs The Book of the New Sun
- Jonas Blane – en av huvudrollsfigurerna i den amerikanska tv-serien The Unit
- Nick Jonas – från the Jonas Brothers – i serien J.O.N.A.S
- Joe Jonas – från the Jonas Brothers – i serien J.O.N.A.S
- Kevin Jonas från the Jonas Brothers (även känd som Kevin Jonas) – i serien J.O.N.A.S
- Jonas Morecock, en fiktiv homosexuell animerad figur